# Helmut Niedermayr
Helmut Hugo Hermann Niedermayr (Monaco di Baviera, 29 novembre 1915 – Christiansted, 3 aprile 1985) è stato un pilota automobilistico tedesco.
Ha partecipato al Gran Premio di Germania 1952 di Formula 1 con una AFM.
Sempre nel 1952 giunse secondo alla 24 Ore di Le Mans con Theo Helfrich, ma poche settimane dopo ebbe un grave incidente sul Grenzlandring con la sua auto che finì tra il pubblico, uccidendo almeno 13 spettatori e ferendone 42.

## Risultati in Formula 1
| 1952 | Scuderia       | Vettura |  |  |  |  |  |   |  |  | Punti | Pos. |
| ---- | -------------- | ------- |  |  |  |  |  | - |  |  | ----- | ---- |
| 1952 | Pilota privato | AFM     |  |  |  |  |  | 9 |  |  | 0     |      |

| Legenda | 1º posto     | 2º posto | 3º posto    | A punti         | Senza punti/Non class.  | Grassetto – Pole position Corsivo – Giro più veloce |
| Legenda | Squalificato | Ritirato | Non partito | Non qualificato | Solo prove/Terzo pilota | Grassetto – Pole position Corsivo – Giro più veloce |